# اچ‌دی ۱۱۰۰۶۷
اچ‌دی ۱۱۰۰۶۷ (انگلیسی: HD 110067) ستاره‌ای با شش سیاره فراخورشیدی شناخته‌شدهٔ زیر نپتونی (b, c، d, e، f, g) با شعاع‌های زمینی 1.94R⊕ تا 2.85R⊕ است. این سیاره‌ها در یک رزونانس مداری موزون به دور ستاره میزبان می‌چرخند. این ستاره و سامانه سیاره‌ای مربوط به آن، در فاصلهٔ ۱۰۵ سال نوری از زمین در صورت فلکی گیسو قرار دارند.[۳][۴][۵][۶][۷][۸][۹][۱۰]
اچ‌دی ۱۱۰۰۶۷ بخشی از یک سامانه ستاره‌ای سه‌گانهٔ گسترده، همراه با HD 110106 دوتایی طیف‌سنجی است.

## توصیف
اچ‌دی ۱۱۰۰۶۷ که در فاصلهٔ حدود ۱۰۰ سال نوری از ما در صورت فلکی کما برنیکس قرار دارد، توسط شش سیاره فراخورشیدی شناخته شده زیر نپتون (b, c, d, e, f, g) با شعاع‌های 1.94R⊕ تا 2.85R⊕ و با چگالی (و هسته‌های جامد) شبیه به غول‌های گازی که در منظومه شمسی خودمان داریم. هیچ‌یک از این سیاره‌ها در منظومهٔ سیاره‌ای در منطقه قابل سکونت برای زندگی آن‌گونه که ما می‌شناسیم، یافت نشده‌است.